# Melaky

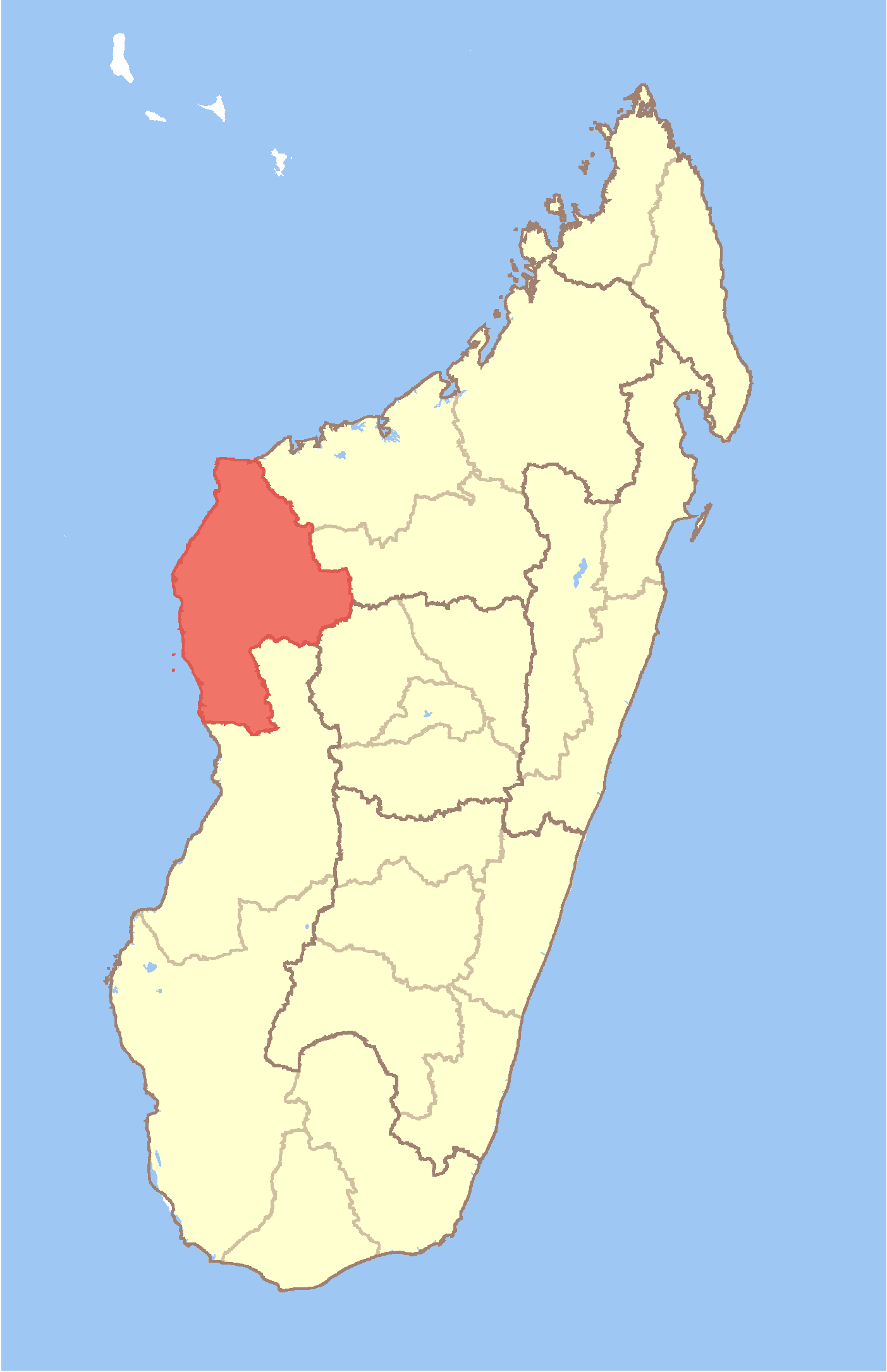
Localisation de la région de Melaky à Madagascar.

Melaky est une des 23 régions de Madagascar. Elle est située dans la province de Majunga.

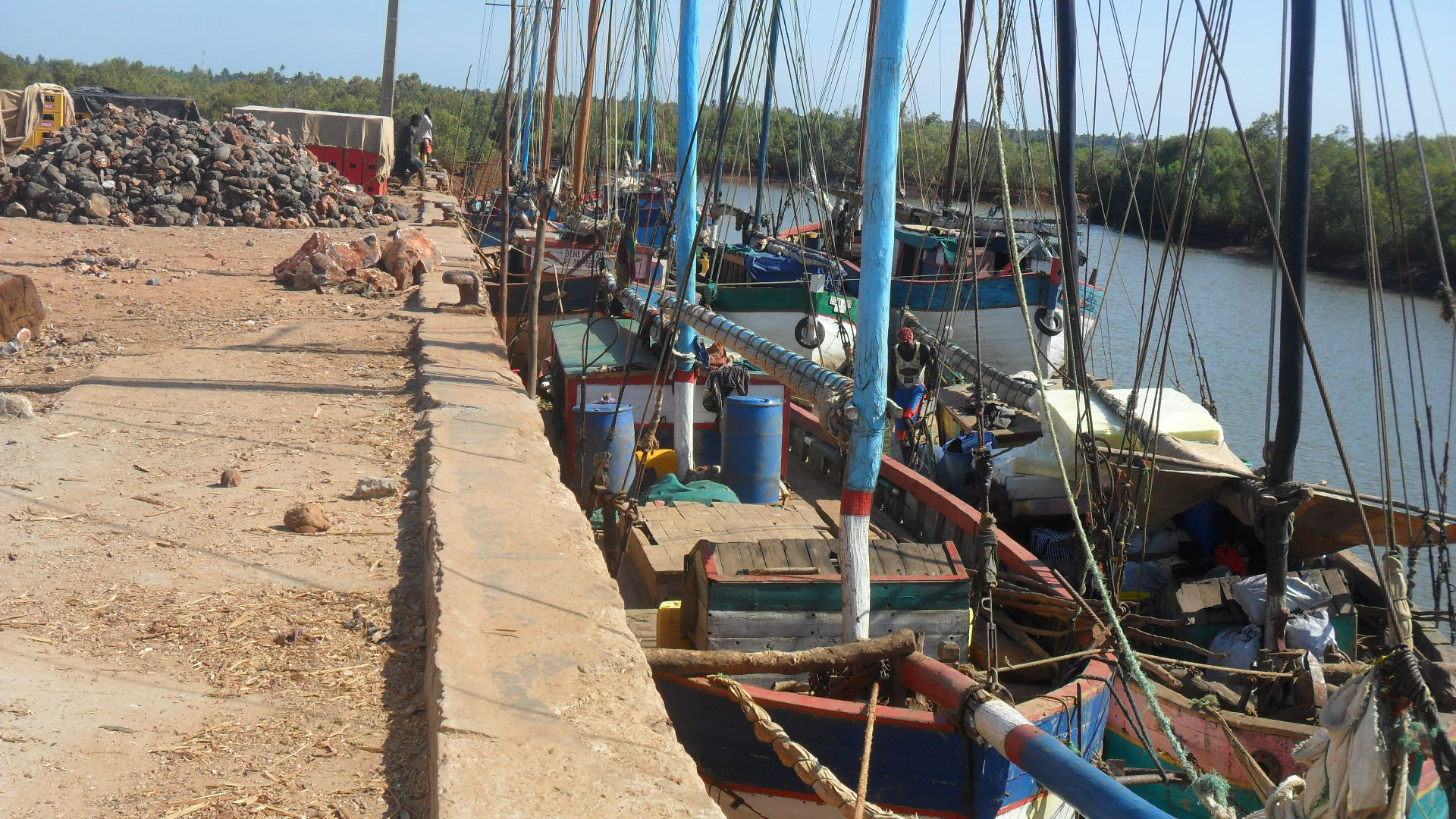
Port de Maintirano

## Géographie
Elle est frontalière des régions de Boeny au nord-est, de Betsiboka à l'est, de Bongolava au sud-est et de Menabe au sud. La capitale de la région est Maintirano. La population est estimée à 309 805 habitants en 2018 sur une superficie de 38 852 km2. Melaky est de ce fait la plus petite région malagasy pour ce qui est du nombre d'habitants et de la densité de population. Le Gouvernorat de Région se trouve au chef lieu  Maintirano dont Le Gouverneur RATSITOHARA Nerarivony Patrick en fonction du 11 Novembre 2020 au 17 Janvier 2024.
Le long de la côte, un récif corallien profond émerge en quelques points qui forment des îlets. L'archipel s'étendant au large de la côte face à Soahany (au Sud de Maintirano, district d'Antsalova), jusqu'à Maintirano est nommé îles Barren.
Deux autres îlets émergent plus au nord : Nosy Vao (face à Tambohorano, au nord de Maintirano), district de Maintirano) et Nosy Chesterfield (ou Nosy Kely) éloignée d'une cinquantaine de kilomètres de la côte à la hauteur de Besalampy, district de Besalampy.

## Administration
Elle est divisée en cinq districts:
- District d'Ambatomainty
- District d'Antsalova
- District de Besalampy
- District de Maintirano
- District de Morafenobe

## Nature
- La Réserve spéciale de Maningoza et la Réserve spéciale de Bemarivo se trouvent près de commune de Besalampy[2].
- Le parc national du Tsingy de Bemaraha est située dans le district d'Antsalova

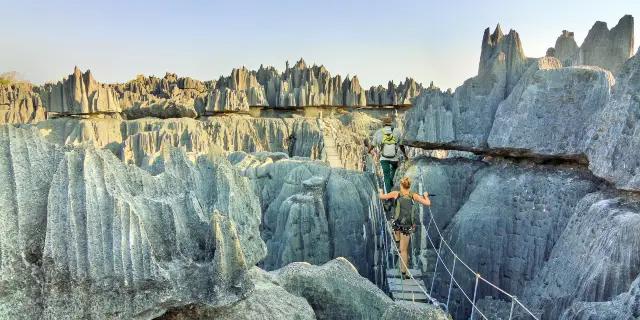
Tsingy de Bemaraha

## Économie
Un gisement pétrolier est localisé dans la région et se prolonge jusqu'à Bemolanga et Tsimiroro, mais après des recherches infructueuses par diverses sociétés (dont Shell, TOTAL Exploration ...) pour en démontrer la rentabilité, les activités d'exploration pétrolière ont été abandonnées.

## Enclavées
Résultats : C’est l’une des régions les moins nanties en termes d’infrastructures pour le développement. L’état lamentable des routes nationales à savoir la RNT8 A, la RNT19 et surtout la RN1 bis fait que la région est aussi l’une des plus enclavées du pays. Ce qui n’est pour autant pas pour décourager le gouverneur de région, Nerarivony Patrick Ratsitohara, à la tête de l’Exécutif régional depuis novembre 2020 et qui croit que développer le Melaky n’est pas une chose impossible. « On a commencé avec très peu de choses, mais grâce aux actions que nous avons entreprises, on commence peu à peu à relever la tête », nous a-t-il déclaré, lors d’une interview qu’il nous a accordée en marge du séminaire national sur la transparence budgétaire qui s’était déroulée à Toamasina au mois de mai 2022 dernier.

## Désert administratif
La première initiative de l’équipe de Nerarivony Patrick Ratsitohara a été de lever le désert administratif enduré par la région depuis des années. « Les directions régionales des secteurs-clés comme le tourisme, les mines ; l’énergie et les hydrocarbures, l’enseignement technique et professionnel, n’existaient pas et on a dû batailler dur pour les installer ». Une initiative qui a produit des effets d’une manière progressive à travers notamment la mise en place d’un système de direction interrégionale installée regroupant les régions Boeny et Melaky. « Mais le problème c’est que les directions interrégionales qui sont installées à Mahajanga n’ont pratiquement jamais envoyé des missions dans le Melaky. Et même après l’installation effective des directions régionales dans la région, cela nous a posé un nouveau problème dans la mesure où en devait prendre en charge en partie leur fonctionnement », précise cependant le gouverneur. Avec une présence de l’Etat un peu plus effective, la région Melaky entend ainsi s’atteler à des actions pour le développement et mieux exploiter pour tirer profit de ses immenses potentialités.

## Apanage
Ce ne sont pas les ressources stratégiques qui manquent en effet dans la région. À commencer par les gisements pétroliers de Bemolanga et Tsimiroro. Malheureusement, la région ne tire pas grand profit de ces ressources dans la mesure où elles sont encore l’apanage du pouvoir central et du ministère de l’Energie et des hydrocarbures. Même situation pour le tourisme, avec notamment la présence du fameux Tsingy de Bemaraha, réputé être une des grandes destinations touristiques au monde. Malheureusement, la situation qui prévaut fait que la région n’est pas impliquée puisque c’est avant tout Madagascar National Park qui gère le Tsingy de Bemaraha dont la retombée financière n’est pas palpable au niveau de la région. « On ne tire pas assez de profits de nos ressources stratégiques et touristiques », concède le gouverneur Nerarivony Ratsitohara. Il espère ainsi beaucoup plus de collaboration avec l’Etat central pour résoudre ces problèmes qui peuvent miner le développement de la région.

## Mesure incitative
Un développement qui peut être au rendez-vous si on arrive à mieux exploiter les autres ressources de la région. Pour ne citer entre autres que la maïsiculture qui est actuellement en pleine relance grâce à une initiative propre à la région. En l’occurrence la prise d’une mesure incitative consistant à « déroustinaliser » la filière maïs. « Cela a un peu été paradoxale dans la mesure où étant en manque de ressources financière, la région devrait plutôt miser sur les ristournes, mais nous avons pris cette décision de lever les ristournes aussi bien pour les producteurs que les collecteurs et les opérateurs pour les inciter à mieux s’impliquer dans la filière ». Une mesure inédite qui a rapidement porté ses fruits puisque actuellement le Melaky revient en force dans cette filière et est la 4e région productrice du pays. Mieux, attirée par cette mesure incitative, la société Sahanala a décidé d’investir dans un projet de construction d’un silo d’une capacité de 24 000 tonnes. Un projet d’une importance capitale pour la région, ne serait-ce qu’en raison des emplois qu’il générera et qui permettra de résoudre à plus de 90% le chômage. En somme, le Melaky a malgré tout un bel avenir si les conditions de son développement sont réunies. Et les bonnes initiatives menées par l’équipe du gouverneur Nerarivony Patrick Ratsitohara y contribuent grandement. 
Source: Ici